# Valda
Valda (Valda in trentino; Wald in tedesco, desueto) è una frazione di 217 abitanti del comune di Altavalle, nella provincia di Trento. Fino al 31 dicembre 2015 ha costituito un comune autonomo.

## Storia

Vecchio stemma comunale

Il 1º gennaio 2016 si è fuso con Faver, Grauno e Grumes per formare il nuovo comune di Altavalle.

### Simboli
Lo stemma del comune di Valda era stato approvato con deliberazione della Giunta provinciale di Trento del 20 luglio 1984.

## Monumenti e luoghi d'interesse
In paese sorge la chiesa della Conversione di San Paolo, risalente al XIV secolo.

## Società

### Evoluzione demografica
Abitanti censiti

## Amministrazione
| Periodo       | Periodo          | Primo cittadino | Partito      | Carica  | Note |
| ------------- | ---------------- | --------------- | ------------ | ------- | ---- |
| 9 maggio 2005 | 31 dicembre 2015 | Paolo Fedrizzi  | Lista civica | Sindaco |      |